# Трисеребропентаиттербий
Трисеребропентаиттербий — бинарное неорганическое соединение, интерметаллид
серебра и иттербия
с формулой Yb5Ag3,
кристаллы.

## Получение
- Сплавление стехиометрических количеств чистых веществ:

{\displaystyle {\mathsf {3Ag+5Yb\ {\xrightarrow {552^{o}C}}\ Ag_{3}Yb_{5}}}}

## Физические свойства
Трисеребропентаиттербий образует кристаллы
тетрагональной сингонии, пространственная группа I 4/mcm, параметры ячейки a = 0,7942 нм, c = 1,4881 нм, Z = 4,
структура типа триборида пентахрома Cr5B3
.
Соединение образуется по перитектической реакции при температуре 552 °C.